# Theodoros II. (patriarcha)
Theodoros II. (řecky: Πάπας και Πατριάρχης Αλεξανδρείας και πάσης Αφρικής Θεόδωρος Β΄, vlastním jménem Nikolaos Horeftakis; * 25. listopadu 1954, Chania) je pravoslavný patriarcha alexandrijský a celé Afriky. 
Formálně je nazýván plným titulem Jeho Božská Blaženost papež a patriarcha velkého města Alexandrie, Libye, Pentapolisu, Etiopie, celého Egypta a celé Afriky, otec otců, pastýř pastýřů, prelát prelátů, třináctý z apoštolů a soudce ekumena.

## Život
Narodil se roku 1954 na řeckém ostrově Kréta, kde dokončil školní docházku. Je absolventem Rizarioské církevní školy v Aténách a má titul z teologické fakulty Aristotelovy univerzity v Soluni. Poté studoval v Oděse dějiny umění, literaturu a filosofii. V letech 1975 až 1985 sloužil jako arcidiakon a kancléř Svaté metropole Lambis a Sfakion na Krétě. Dne 23. dubna 1978 byl vysvěcen na jeromonacha. V letech 1985 až 1990 během funkčního období patriarchů Mikuláše VI. a Parthenia III. působil jako patriarchální exarcha v Rusku, sídlící v ukrajinské Oděse.
Založil Instituci Helénské kultury a Muzeum Philiki Eterea s 600 dětmi, kde se učily důkladnou znalost řečtiny. Dne 7. června 1990 byl vysvěcen na biskupa Kyrene a byl jmenován zástupcem patriarchy Parthenia v Aténách (1990–1997).
Roku 1997 byl patriarchou Petrosem VII. jmenován patriarchálním vikářem Alexandrie a po deseti měsících Metropolitou Kamerunu. Vyvinul velkou misijní činnost. Nechal postavit kostely, školy a nemocnice, pomáhal mnohým Afričanům a místním Řekům. Roku 2002 byl ustanoven Metropolitou Zimbabwe, kde v Harare postavil čtyři misijní centra, Helenské kulturní centrum pro 400 delegátů, dvě misijní centra v Malawi s nemocnicí, odbornou školou a mateřskou školou. S pomocí řeckého parlamentu renovoval Helenské náměstí v Beiře (Mosambik). Založil kostel a podílel se na vzniku Helenské komunity v Botswaně a Angole.
V důsledku smrti (zřícení vrtulníku v Egejském moři) patriarchy Petrose a dalších vysoce postavených biskupů, byl 9. října 2004 jednomyslně zvolen Synodem alexandrijského trůnu patriarchou. Intronizován byl 24. října 2004 v Katedrále Zvěstování Panny Marie v Alexandrii, za přítomnosti významných náboženských a civilních představitelů a velkým počtem věřících.